# Розповіді про любов
«Розповіді про любов» — радянський художній фільм 1980 року, знятий на Кіностудії ім. О. Довженка.

## Сюжет
Телефільм за мотивами оповідань А. П. Чехова «На шляху», «Восени», «На засланні». Перша частина дилогії, друга частина — «Історія одного кохання» (1981)

## У ролях
- Анна Каменкова — Іловайська
- Армен Джигарханян — Лихарьов
- Гедимінас Гірдвайніс — пан Сергій Семенович
- Микола Міхєєв — господар
- Валерій Носик — епізод
- Костянтин Артеменко — старий
- Раїд Сіразєєв — татарин
- Олена Середа — епізод
- Сергій Гурьєв — епізод
- А. Скворцов — епізод
- Дмитро Наливайчук — епізод
- Н. Кононова — епізод
- Є. Морозова — епізод
- Г. Соломатіна — епізод

## Знімальна група
- Сценарій і постановка: Артур Войтецький
- Оператор-постановник:  Валерій Башкатов
- Художники-постановники:  Сергій Бржестовський, Микола Поштаренко
- Композитор: Володимир Дашкевич
- Диригент: Ігор Ключарьов
- У фільмі використано музику С. Рахманінова, В. Борисова
- Художник по костюмах: Алла Шестеренко
- Художник по гриму: Яків Грінберг
- Режисер: Н. Єсипенко
- Оператори: А. Найда, А. Рязанцев
- Режисер монтажу: Т. Бикова
- Звукооператор: Юрій Лавриненко
- Комбіновані зйомки: оператор — М. Бродський; художник — Михайло Полунін
- Редактор: Олександр Кучерявий
- Директор картини: Яків Забутий